# کانون بیچ (اورگن)
کانون بیچ (به انگلیسی: Cannon Beach) شهری در شهرستان کوس ایالت اورگن است و در سرشماری سال ۲۰۱۱ میلادی، ۱٬۶۹۹ نفر جمعیت داشته که نسبت به سال ۲۰۱۰، ۰٫۵۹ درصد رشد جمعیت داشته‌است.

## موقعیت جغرافیایی
موقعیت جغرافیایی شهرها و مناطق اطراف به شرح زیر است: